# Jíví
Jíví je malá vesnice, část obce Heřmaničky v okrese Benešov. Nachází se asi 2 km na jihovýchod od Heřmaniček. V roce 2009 zde bylo evidováno 7 adres.
Jíví leží v katastrálním území Heřmaničky o výměře 5,86 km².

## Historie
První písemná zmínka o vesnici pochází z roku 1381.

## Další fotografie

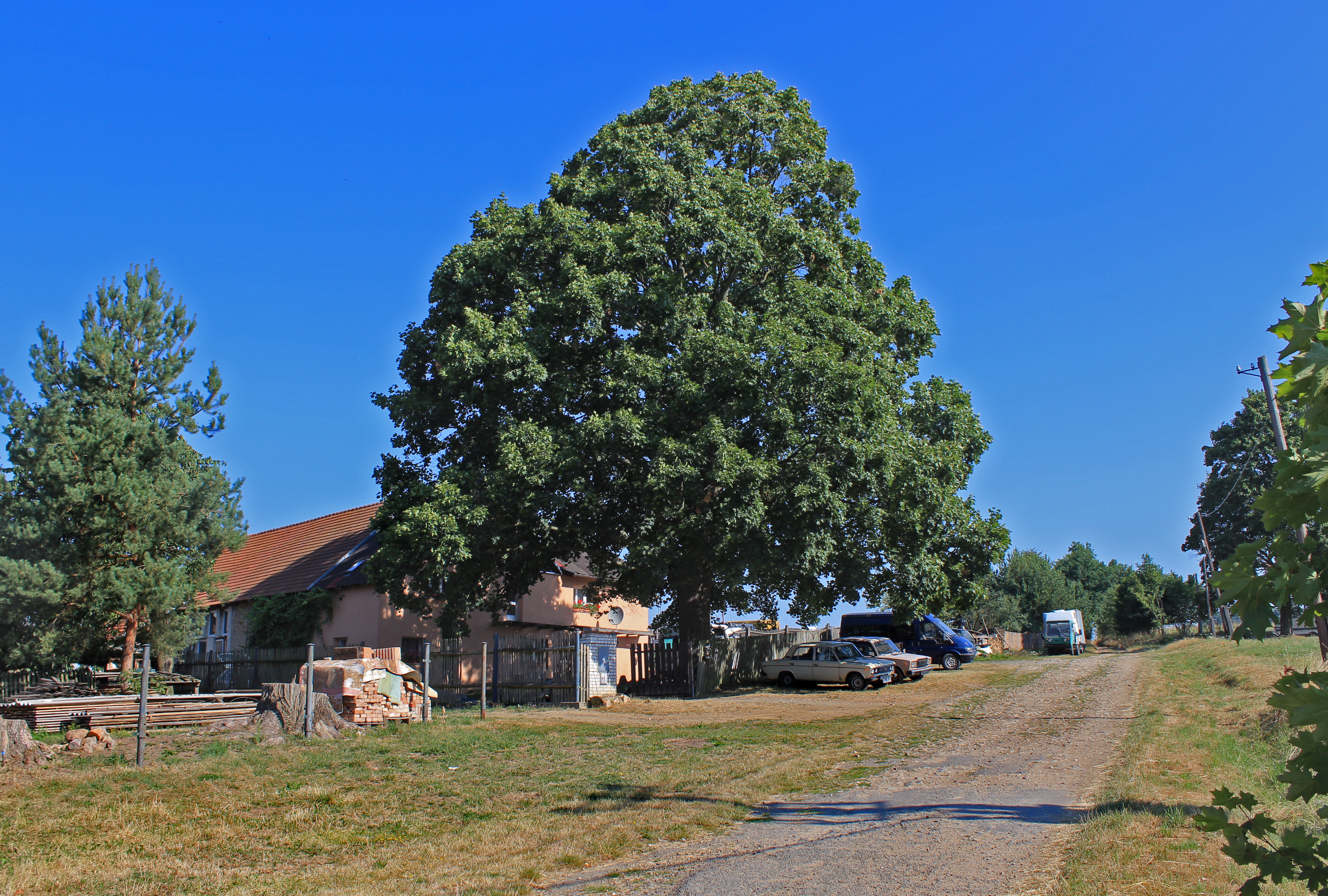
Severní část vesnice
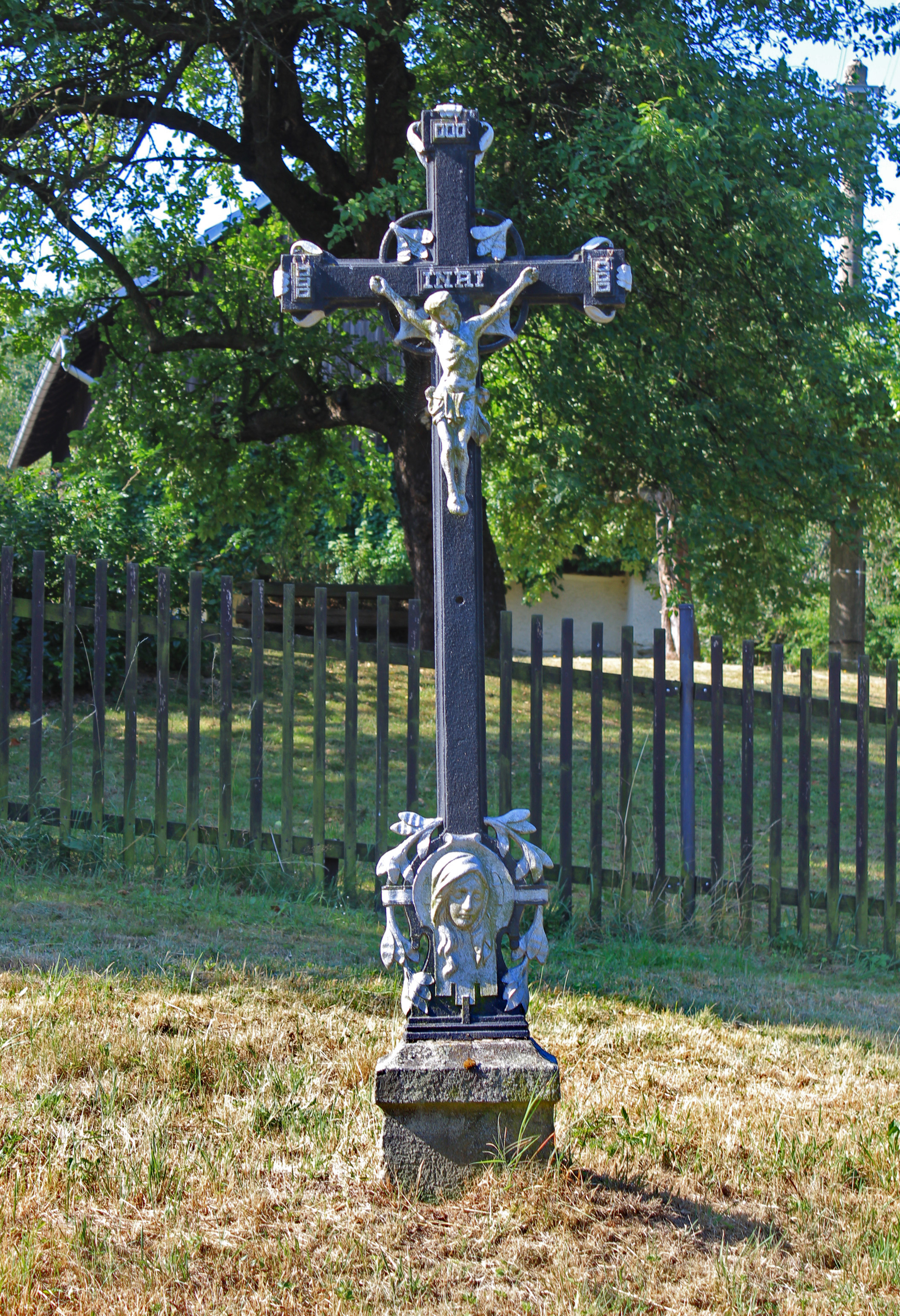
Křížek bez návsi
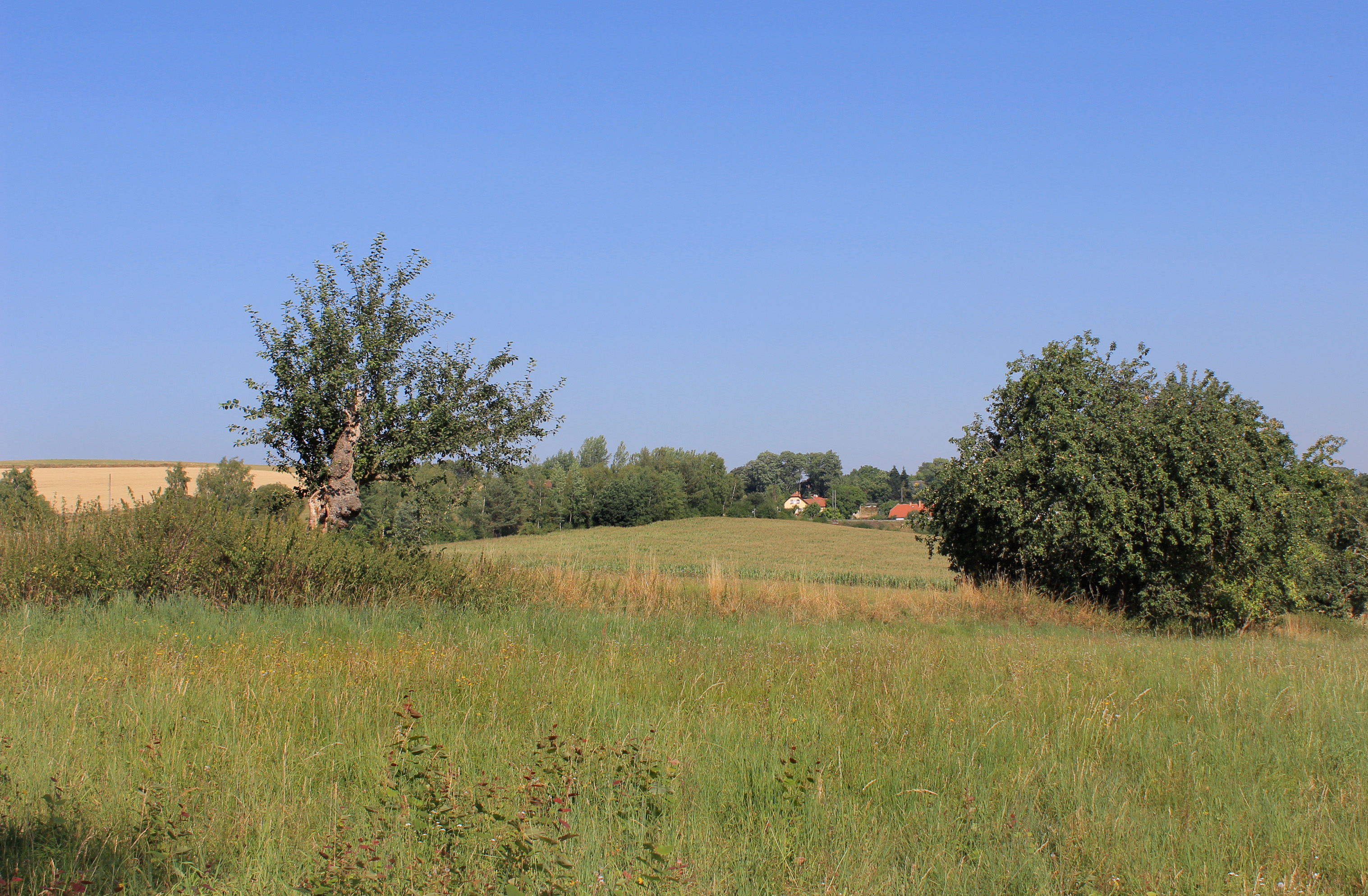
Krajina nad vsí směrem k Jiříkovci (v pozadí)